# 疣孢珊瑚菌属
疣孢珊瑚菌属（学名：Amylaria）是刺孢多孔菌科下的一个属。

## 下属物种
本属包括以下物种：
- 喜马拉雅疣孢珊瑚菌 Amylaria himalayensis Corner